# Troféu Cinco Violinos de 2018
O Troféu Cinco Violinos de 2018 foi a 7ª edição do Troféu Cinco Violinos disputada no dia 5 de agosto de 2018, no Estádio José Alvalade, Lisboa. Para esta edição, o convidado para a disputa foi a equipa italiana Empoli.

## Forma de disputa
A competição consiste em uma única partida disputada em Portugal, sempre com o Sporting como anfitrião. O adversário é convidado. O vencedor da partida será declarado o campeão do torneio. Se houver empate durante o tempo normal será disputado uma prorrogação de 15 minutos para cada lado, se ainda assim persistir o empate, a disputa será decidida na cobrança de penalidades máximas.

## Equipas participantes
| País     | Equipa   | Em 2017 | Participações (última) | Títulos (Último) |
| -------- | -------- | ------- | ---------------------- | ---------------- |
| Portugal | Sporting | Campeão | 6 (2017)               | 6 (2017)         |
| Itália   | Empoli   | –       | 0                      | 0                |

## Detalhes da partida
| 5 de agosto de 2018 | Sporting        | 1 – 1 | Empoli                 | Estádio José Alvalade, Lisboa |
| 19h00 (UTC+1)       | Josip Mišić 51' |       | Antonino La Gumina 69' | Árbitro: Carlos Xistra        |

| Sporting | Cores do Time · Cores do Time · Cores do Time · Cores do Time · Cores do Time |